# 3841 Dicicco
A 3841 Dicicco (ideiglenes jelöléssel 1983 VG7) a Naprendszer kisbolygóövében található aszteroida. Brian A. Skiff fedezte fel 1983. november 4-én.